# Вільям Гиравий
Вільям Гиравий (словац. Viliam Hýravý, нар. 26 листопада 1962, Ружомберок) — чехословацький та словацький футболіст, що грав на позиції нападника. Відомий за виступами в низці клубів на батьківщині, а також у складі збірної Чехословаччини та збірної Словаччини.

## Клубна кар'єра
Вільям Гиравий народився в Ружомбероку, та розпочав виступи в дорослому футболі в 1983 році у складі місцевої команди «Ружомберок», в якій грав до 1984 року. У 1984 році Гиравий став гравцем команди «Жиліна», в якій грав до 1988 року. У 1988 році футболіст перейшов до складу клубу «Банік», в якому грав до 1991 року.
У 1991 році Вільям Гиравий став гравцем французького клубу «Тулуза», в якому грав протягом сезону 1991—1992 років, після чого повернувся до складу «Баніка», в якому грав до кінця 1994 року. На початку 1995 року Гиравий став гравцем словацького клубу «Дукла», а в середині року удруге за кар'єру став гравцем клубу «Жиліна».
У 1996 році футболіст повернувся до свого рідного клубу «Ружомберок», в якому грав до 2002 року, після цього завершив виступи на футбольних полях.

## Виступи за збірні
У 1987 році Вільям Гиравий дебютував у складі національної збірної Чехословаччини. У складі збірної був учасником чемпіонату світу 1990 року в Італії. У складі чехословацької збірної грав до 1990 рок, провів у її формі 11 матчів, в яких забитими м'ячами не відзначився. У 1994—1995 роках Гиравий грав у складі збірної Словаччини, у складі якої зіграв 5 матчів, та відзначився 1 забитим м'ячем.